# 137 км
137 км (рос. 137 км) — селище у складі Топкинського округу Кемеровської області, Росія.

## Населення
Населення — 16 осіб (2010; 27 у 2002).
Національний склад (станом на 2002 рік):
- росіяни — 89 %